# Radical 8
Radical 8 (亠) signifiant «couvercle» est un des 23 des 214 radicaux de Kangxi qui sont composés de deux traits.
Son caractère Unicode est 4EA0.
Dans le dictionnaire de caractères de Kangxi il existe 38 caractères (sur plus de 40 000) qui sont classés sous ce radical.

## Caractères avec le radical 8
| nombre de traits          | caractères        |
| ------------------------- | ----------------- |
| Sans trait supplémentaire | 亠                |
| 1 trait supplémentaire    | 亡                |
| 2 traits supplémentaires  | 亢 亣             |
| 4 traits supplémentaires  | 交 亥 亦 产       |
| 5 traits supplémentaires  | 亨 亩 亪          |
| 6 traits supplémentaires  | 享 京             |
| 7 traits supplémentaires  | 亭 亮 亯 亰 亱 亲 |
| 8 traits supplémentaires  | 亳                |
| 10 traits supplémentaires | 亴 亵             |
| 11 traits supplémentaires | 亶 亷             |
| 14 traits supplémentaires | 亸                |
| 20 traits supplémentaires | 亹                |